# 卡斯皮

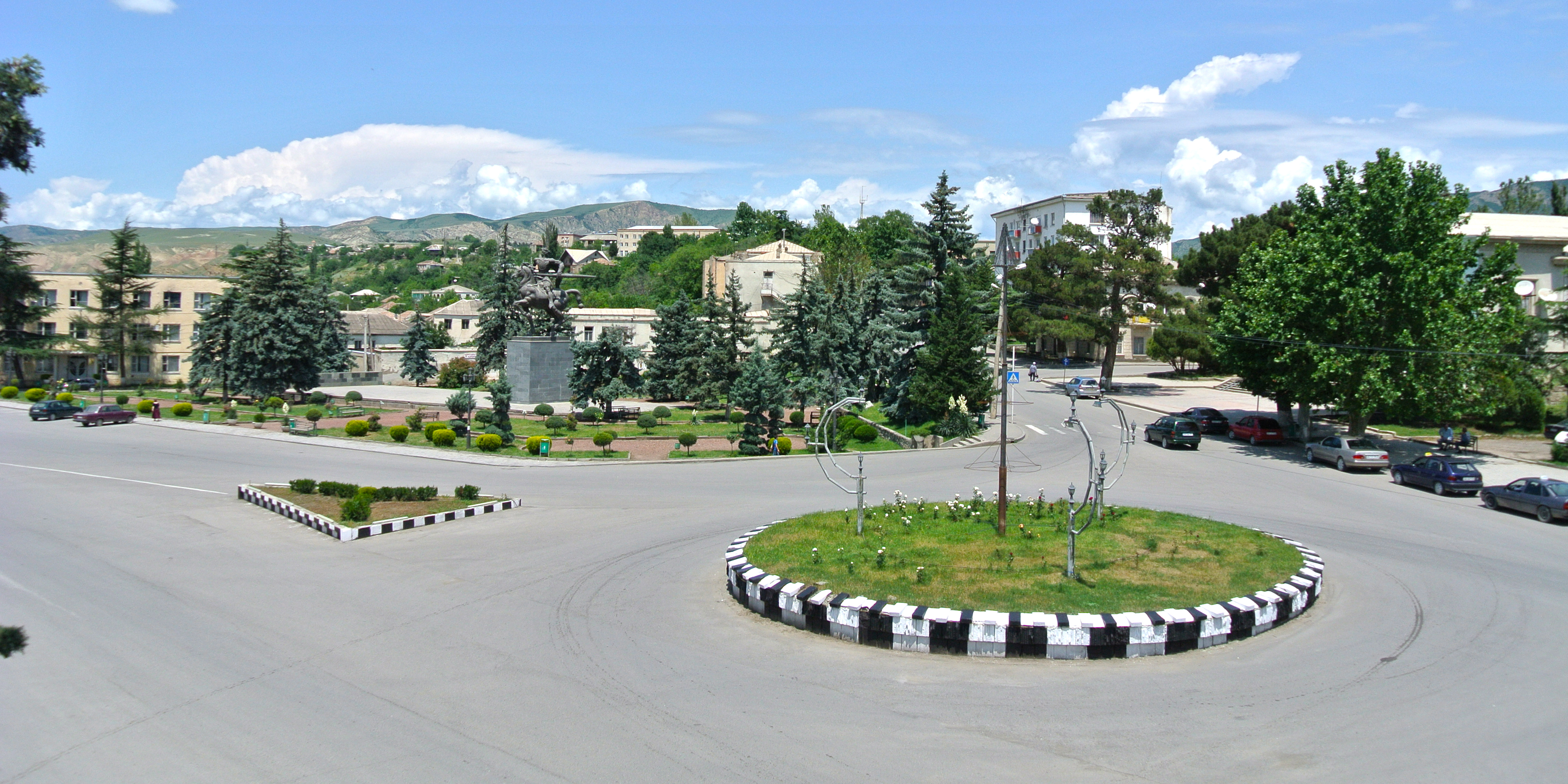
卡斯皮

卡斯皮是格魯吉亞中部内卡尔特利卡斯皮市鎮的城鎮及其行政中心。位於庫拉河左岸，距離首都第比利斯48公里，始建於中世紀早期，鎮上的水泥工廠是空氣污染的主要源頭，2014年人口13,423。